# Marzban
Marzban ali marzpan (srednjeperzijsko 𐭬𐭫𐭱𐭰𐭠𐭭𐭯, mrzwpn, perzijsko مرزبان, marzbān) je bil naziv mejnih grofov, čuvajev mejnih območij in posledično vojaških poveljnikov, odgovornih za obmejne province iranskega Partskega cesarstva (247 pr. n. št.–224 n. št.) in večine Sasanidskega cesarstva (224–651 n. št.). 

## Etimologija
Perzijska beseda marz izhaja iz avestanske besede məza, "meja". Beseda pān/pāvan je sorodna z avestansko in staroperzijsko besedoi pat,  "zaščitnik". Beseda je bila izposojena iz nove perzijščine v arabščino kot مرزبان , marzubān (množina مرازبة , marāziba). Izraz "Al-Marzubani" (المرزباني) se uporablja kot nisba (družinski naziv) nekaterih iranskih družin, katerih prednik je bil marzbān. Ugledni islamski učenjak Abu Hanifa, čigar formalno ime se v islamskih virih piše kot Nu'man ibn Thabit ibn Zuta ibn Marzubān (نعمان بن تابیت بن زوطا بن مرزبان), je bil potomec marzbānov v Kabulu, od koder je prišel njegov oče. Tudi vladarji dinastij Bavand (651–1349 n. št.) in Salarid (919–1062 n. št.) so v svojih imenih uporabljali izraz marzubān. 
Beseda marzban je bila v armenščino izposojena kot marzpan (մարզպան) in v gruzinščino kot marzapani (მარზაპანი).

## Zgodovina
Tradicija činov, predvsem vāspuhrāna in āzādāna, se je začela že v Ahemenidskem cesarstvu (550–330 pr. n. št.).. Njihova raba v Partskem cesarstvu (247 pr. n. št. – 224 n. št.) zaradi pomanjkanja virov ni znana. Sasanidski kraljevi napisi iz 3. stoletja n. št. kažejo, da je bila aristokracija razdeljena na štiri ali pet razredov: šahrdārān (kralji, posestniki), vāspuhrān (knezi, sedem velikih plemiških družin),  wuzurgān (magnati, "veliki"), nižje plemstvo āzādān (fevdalni plemiči, svobodnjaki) in kadag-xwadāy (družinski gospodarji). Sasanidska vojaška organizacija je bila bolj dodelana kot podedovani partski sistem. Sistem kast ni bil tako tog kot v Indiji, vendar so vladajoči uradniki večinoma prihajali iz kaste wuzurgān. Obstaja tudi možnost, da so tudi poznosasanidski marzbānāni izvirali iz āzādānov,  ki so bili večinoma gospodarji vasi (dihqānān). Kot konjerejci so zagotavljali mlade jezdece (asbārān) ali pa so bili sami telesni stražarji in varnostniki z nazivi bandagān, ayyārān ali jānbāzān, kar je vse pomenilo povezanost s kraljem.
Naziv marzbān se lahko datira v Partsko cesarstvo. V obmejnih območjih, na primer v Nisi v sedanjem Turkmenistanu (1. stoletje pr. n. št.) se najde naziva mrzwpn (marzban), ki je bil verjetno častnik, odgovoren za obmejne čete, in dyzpty, častnik, odgovoren za trdnjavo. Nekateri zgodovinarji menijo, da so marzbāni obstajali tudi v času Dareja I. (550–486 pr. n. št.), vladarja Ahemenidskega cesarstva. Obstaja nekaj negotovosti glede natančnega razmerja med nazivi marzbān, spāhbed, kanārang, pāygōsbān (partsko ptykwspn, sasanidsko paygospān ali padhospān) in ostāndār. Zgodovinski viri zamegljujejo razliko med marzbānom in spāhbedom (vojaški general ali vojaški guverner), kar nakazuje, da je bil marzbān vojaški naziv, strogo omejen na obmejne pokrajine in province. Najmanj jasna je razlika s kanārangom, očitno vzhodnoiransko izpeljanko besede marzbān v provinci Abaršar v Srednji Aziji. Naziv pāygōsbān, ki pomeni "varuh okrožja",  je negotov naziv, ki je verjetno pomenil  pokrajinskega vojaškega poveljnika ali guvernerja, medtem ko je marzbān pomenil "varuh meja, provinc". Pāygōsbān morda ni imel civilnih dolžnosti  Ostāndār je bil guverner ostāna,  province ali okrožja znotraj province.
Primarni viri namigujejo, da je bil marzban provincialni funkcionar s pooblastili v eni ali več provincah. Položaj marzbana je bil, tako kot večina cesarskih uprav, večinoma patrimonialen in se je prenašal iz roda v rod. Marzbani z najvišjim položajem so smeli imeti srebrn prestol, medtem ko so marzbani najbolj strateško pomembnih obmejnih provinc, kot je bila Armenija, smeli imeti zlat prestol. Na vojaških pohodih so lahko regionalni marzbani veljali za feldmaršale, medtem ko so nižji spahbedi lahko poveljevali vojski na terenu.
Funkcija marzbana se je s časom spreminjala, pri čemer so manjše teritorialne enote postale del civilne uprave. V zgodnjih letih so bile glavne regije marzbana Armenija, Beth Aramaye (Asirija in Babilonija), Pars, Kerman, Spahan, Adurbadagan, Tabaristan, Nišapur, Tus, Sakastan, Mazun, Harev, Marv in Sarahs. Več njih je omenjenih kot del Velikega Horasana. Nekatere regije so uživale precejšnjo avtonomijo, druge, ki so bile vojaško pomembnejše, na primer Adurbadagan, ki je bil obrnjen proti Kavkazu, pa so imele poseben status.
Marzbani so bili odgovorni za vzdrževanje varnosti trgovskih poti, boj proti vdirajočim nomadskim plemenom, kot so beduinski Arabci, Beli Huni in Oguški Turki, ter za vzdrževanje prve obrambne črte pred ustaljenimi sovražniki, kot so bili Rimljani in Kušani. Med vladavino Kozrava I. (531–579 n. št.) so bile izvedene vojaške reforme, s katerimi so bile ustvarjene štiri obmejne regije - Hvarasan, Hvarvaran, Nemroz in Adurbadagan na čelu s spahbedom. Slednji se je včasih še vedno imenoval marzban, ki se je sicer na splošno nanašal na bolj osrednje province. Prejšnji plemiški rang dihqānān se je preoblikoval v vplivno "plemstvo služenja", ki je postalo hrbtenica sasanidske države. Ti ukrepi centralizacije so povzročili prenos oblasti na vojsko. Dihqānān je postopoma postajal bolj neodvisen od vlade, medtem ko so štiri velika spahbedska ozemlja postala skoraj neodvisni fevdi in so sčasoma privedli do razpada cesarstva.
Sasanidsko družbeno, upravno in vojaško strukturo ter sistem je podedovala srednjeveška islamska civilizacija, vendar so marzbani postopoma izginjali, odvisno od regije. V Iraku so jih nadomestili muslimanski obmejni bojevniki muqātila, medtem ko so v Horasanu ohranili posebne privilegije. Njihov naziv je na splošno zamenjal naziv dihqānān.